# Garin Gona (Zinder V)
Garin Gona ist ein Dorf im Arrondissement Zinder V der Stadt Zinder in Niger.

## Geographie
Das von einem traditionellen Ortsvorsteher (chef traditionnel) geleitete Dorf befindet sich südöstlich des Stadtzentrums im ländlichen Gemeindegebiet von Zinder, der Hauptstadt der gleichnamigen Region Zinder. Zu den Nachbardörfern von Garin Gona zählen Baouchéri und Tsougounia im Südosten, Tambari Dan Kabao im Südwesten sowie Rimi Rimi im Westen.
Wie im gesamten Gemeindegebiet von Zinder herrscht das Klima der Sahelzone vor, mit einer durchschnittlichen jährlichen Niederschlagsmenge zwischen 300 und 400 mm.

## Bevölkerung
Bei der Volkszählung 2012 hatte Garin Gona 613 Einwohner, die in 90 Haushalten lebten. Bei der Volkszählung 2001 betrug die Einwohnerzahl 374 in 67 Haushalten.

## Wirtschaft und Infrastruktur
Es gibt eine Schule im Dorf.